# إليجاه هود
إليجاه هود (بالإنجليزية: Elijah Hood)‏ هو لاعب كرة قدم أمريكية أمريكي، ولد في 22 أبريل 1996 في تشارلوت في الولايات المتحدة.

## وصلات خارجية
- إليجاه هود على موقع مرجع كرة القدم المحترفة.كوم (الإنجليزية)